# Leo Konopczynski
Leo Konopczynski, auch in der Schreibweise Konopczinski (* 1. Februar 1927 in Freyming, Lothringen; † 13. März 2003 in Bad Oeynhausen), war ein deutscher Fußballspieler.
Der linke Verteidiger wuchs in Eschweiler auf und spielte dort bei Grün-Weiß. Als sein Vater, ein Bergmann, bei Kriegsausbruch in das Ruhrgebiet umsiedelte, schnürte der Filius nacheinander bei Union Recklinghausen (1939–1941), dem SV Sodingen (1941/42) und in Wetter (1942–1946) die Fußballstiefel. In dieser Zeit erhielt er eine Ausbildung im Steinkohlebergbau und fand kurz nach Kriegsende eine feste Anstellung in der Zeche Mont Cenis in Herne, wo er als Anschläger für das Be- und Entladen des Förderkorbs zuständig war.

## 14 Jahre beim gleichen Verein
Da das Stadion Glück-Auf des SV Sodingen unmittelbar auf dem Zechengelände lag und etliche von Konopczynskis Kollegen für diesen Klub Fußball spielten, schloss auch er sich – damals eine Selbstverständlichkeit, weil Betrieb, Stadtteil und Verein nahezu eine Einheit bildeten – den Grün-Weißen an und war maßgeblich am Aufstieg dieser „Knappenelf“ beteiligt, die ab 1950 in der 2. Liga und ab 1952 in der Oberliga West antrat. Mit dieser Mannschaft, über die Sepp Herberger wegen ihres kompromisslosen Kick-and-Rush-Stils und des unbedingten Einsatzwillens aller Akteure sagte, sie sei „die einzige deutsche Elf, die englisch spielt“, gelang Leo Konopczynski 1954/55 der zweite Platz in der Oberliga und die anschließende Teilnahme an der Endrunde um die deutsche Meisterschaft. Auch hier stand er sowohl im Qualifikationsspiel gegen den SSV Reutlingen als auch in den sechs Gruppenspielen (gegen den 1. FC Kaiserslautern, den Hamburger SV und den BFC Viktoria 1889) auf dem Rasen.
Höhepunkt war die Begegnung gegen die mit all ihren „Berner Weltmeistern“ antretenden Lauterer am 22. Mai 1955; wegen des erwarteten Besucheransturms war das Heimspiel in die Schalker Glückauf-Kampfbahn verlegt worden, wo es schon Stunden vor Spielbeginn zu chaotischen Zuständen kam, weil etwa 80.000 Menschen in das nur 40.000 Plätze bietende Stadion drängten. Bei Anpfiff hatten etwa 55.000 von ihnen Einlass gefunden, die – obwohl die Partie mehrfach unterbrochen werden musste, weil die Zuschauermassen meterweit auf dem Spielfeld standen – ein hochdramatisches Spiel mit einem für Konopczynskis Mannen eher unglücklichen Ausgang (2:2) sahen. Am Ende reichte es zwar nicht zum Einzug in das Endspiel, aber Sodingen wurde mit 7:5 Punkten hinter dem 1. FCK (9:3) und dem HSV (8:4) achtbarer Gruppendritter und der Name des Vorortvereins war weit über das Ruhrgebiet hinaus ein Begriff geworden.
In der Folgezeit kam es in Herne zu einem Wachwechsel: die „bürgerliche“ Westfalia lief dem Arbeiterverein den Rang ab und wurde 1959 sogar Westmeister. Im selben Jahr musste der SV Sodingen den Gang in die 2. Liga antreten, aber ein Vereinswechsel kam für Leo Konopczynski nicht in Frage; stattdessen trug er dazu bei, dass der Verein nach nur einem Jahr in die Bel Etage des westdeutschen Fußballs zurückkehrte. Zu Beginn der Saison 1960/61 verletzte sich der eisenharte Verteidiger so schwer, dass er im September 1960 sein letztes Oberligaspiel für seine Grün-Weißen bestritt und mit 33 Jahren seine Karriere beenden musste, in der er es auf insgesamt 169 Erstligaspiele gebracht hatte und auch ein Tor erzielen konnte.

## Internationale Einsätze
„Konop“ wurde 1956 (0:1 gegen Holland) und 1957 (2:2 gegen Ungarn) von Bundestrainer Herberger zweimal in die deutsche B-Nationalelf berufen, u. a. auch an der Seite seiner Sodinger Vereinskameraden Sawitzki und Harpers.

## Leben nach dem Fußball
Dem SV Sodingen blieb Leo Konopczynski, der inzwischen auch nicht mehr untertage arbeitete, weiterhin treu: er war nebenberuflich viele Jahre in der Klubgeschäftsstelle angestellt. 2002 war er mit den noch lebenden Spielern aus der Oberligamannschaft (darunter Johann Adamik und Josef Marx) Ehrengast beim 90. Jubiläum des SV Sodingen.
Im Jahr darauf ist er, 76-jährig, in einer Klinik gestorben.